# Kruisteken
Het kruisteken is een christelijke symbolische handeling die erin in bestaat met de rechterhand een kruis te slaan vanaf het voorhoofd naar de borst en vervolgens van de linker tot de rechterschouder. Het kruisteken, het slaan van een kruis in één beweging, is een ritueel onder gelovigen binnen de Rooms-Katholieke Kerk, de Oosters-Orthodoxe Kerk, het Anglicanisme en de protestants-lutherse kerken. Met uitzondering van de laatstgenoemde groep wordt in de protestantse/reformatorische kerkgenootschappen het kruisteken niet gebruikt.
Het maken van een kruisteken kan woordeloos gebeuren, maar vaak worden de volgende woorden gezegd: In de naam van de Vader en de Zoon en de heilige Geest. Amen.

## Gebruik
Het kruisteken wordt als regel gemaakt aan het begin of het einde van een gebed; soms ook bij het passeren van een heiligenafbeelding of een kerkgebouw en daarnaast in de Orthodoxe Kerk altijd bij het begroeten van een icoon. Tijdens (meestal aan het eind van) liturgische vieringen maakt de voorganger (priester of dominee) het kruisteken 'in de lucht' bij wijze van zegen.

## Symboliek
Het kruisteken symboliseert (al dan niet uitgesproken) de zegenbede: In de naam van de Vader (aanraking hoofd) en de Zoon (borst) en de Heilige Geest (linker- en rechterschouder), Amen. In het Latijn: In nomine Patris et Filii et Spiritus Sancti, Amen.

## Verschillen
Er is een verschil tussen enerzijds de Oosters-Orthodoxe Kerk en de overige kerkgenootschappen in de manier waarop het kruisteken wordt gemaakt. Bij de oosters-orthodoxe kerken is de volgorde van handelen: hoofd - borst - rechterschouder - linkerschouder. Bij de overige kerken wordt na hoofd en borst, eerst de linkerschouder en dan de rechterschouder aangeraakt. Oorspronkelijk was het kruisteken van rechts naar links. Dat was o.a. doordat het goede rechts was gezeten (zoals Christus rechts gezeten was van God de Vader) en het kwade links, zodat het goede van rechts overheersend was op het kwade van links en het als het ware weg dreef. Ook is wel geopperd dat Christus eerst ging van rechterkant, die de Joden vertegenwoordigde, en daarna naar de heidenen aan de linkerkant.
Dat het in de Westerse kerk (RKK) uiteindelijk omgedraaid is, is gelegen in de viering van de Heilige Mis. Aan het einde van de mis zegende de Priester de gelovigen. Hij maakte zelf een gebaar van rechts naar links, maar omdat hij tegenover de mensen stond wilden de gelovigen meegaan met de beweging/zegening van de priester. Het gevolg hiervan was dat de gelovigen het dus net andersom gingen doen, van links naar rechts. Het was paus Innocentius III die dit gebruik van de gelovigen goedkeurde. Deze paus leefde in de tijd van het grote schisma tussen de Westerse en Oosterse kerk. De Oosterse kerk nam dit decreet van de Paus niet over zodat de gelovigen van de Orthodoxe kerk nog dezelfde volgorde maken als de priester zelf dus van rechts naar links en dus niet zijn spiegeling overnemen.

## Handen

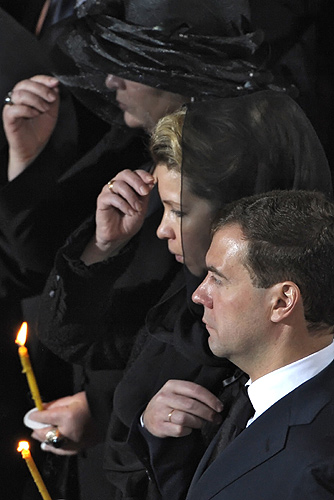
Het kruisteken gemaakt op oosters-orthodoxe wijze

Naast het verschil zoals dat beschreven in de vorige paragraaf is er ook een verschil in de manier waarop de hand wordt gebruikt bij het maken van het kruisteken. In de Oosters-Orthodoxe Kerk wordt uitsluitend de duim, wijs- en middelvinger gebruikt (als symbool van de Heilige Drie-eenheid) met de ringvinger en pink naar binnen gevouwen (als symbool van de goddelijke en menselijke natuur van Christus). Bij de Russische oudgelovigen maakt men gebruik van een ouder kruisteken, waarbij duim, pink en ringvinger samen worden gebracht als symbool van de Drie-eenheid en wijs- en middelvinger gestrekt worden gehouden, waarmee beide naturen van Christus worden uitgedrukt.
Bij de andere kerken gebruikt men de volle hand (de duim naar binnen gevouwen).